# 兰州都督府
兰州都督府，唐武德八年（625年）置，驻兰州（今甘肃兰州市）。督兰、河、鄯、廓等州，相当今甘肃省乌鞘岭以南、白龙江以北及青海省日月山以东的庄浪河、洮河、大夏河、湟水、黄河等流域。属陇右道。贞观五年（631年）置米州、西盐州，贞观七年（633年），置乌州。贞观八年（634年）西盐州改为儒州，贞观十年（636年），废除米州。贞观十一年，废除乌州（637年），贞观十二年（638年），置淳州。显庆元年（656年）废，另设鄯州都督府。 
| 唐朝兰州都督府辖州 | 唐朝兰州都督府辖州                                   |
| ------------------ | ---------------------------------------------------- |
| 625年—631年        | 兰州、河州、鄯州、廓州                               |
| 631年—633年        | 兰州、河州、鄯州、廓州（增设米州、西盐州）           |
| 633年—634年        | 兰州、河州、鄯州、廓州、米州、西盐州（增设乌州）     |
| 634年—636年        | 兰州、河州、鄯州、廓州、米州、乌州（西盐州改为儒州） |
| 636年—637年        | 兰州、河州、鄯州、廓州、儒州、乌州（废米州）         |
| 637年—638年        | 兰州、河州、鄯州、廓州、儒州（废乌州）               |
| 638年—656年        | 兰州、河州、鄯州、廓州、儒州（增设淳州）             |

兰州都督
- 张士贵（642年—643年）
- 齐善行（643年）
- 李君羡（644年—646年）
- 张允恭（？—656年）